# Nella Maria Bonora
Pour les articles homonymes, voir Bonora.
Nella Maria Bonora, née à Mantoue le 19 mai 1904 et morte à Florence le 3 août 1990 , est une actrice italienne.

## Biographie
Après vingt ans de scène (elle entre très jeune dans le monde artistique avec Amedeo Chiantoni (it), puis continue dans la compagnie de Febo Mari), elle est engagée en 1939 à l’EIAR (Ente italiano per le audizioni radiofoniche) d'Aldo Silvani, alors directeur de la Compagnia di prosa de Turin, devenant vite une des préférées des auditeurs, au point d’arriver à interpréter son propre personnage dans le film de 1940 dirigé par Giacomo Gentilomo, Ecco la radio! (it), dédié à la gloire de l'organisme radiophonique d'État.

## Le doublage
Au début des années 1930 Nella Maria Bonora commence à travailler dans le domaine du doublage : elle est la voix de Claudette Colbert dans les films New York-Miami (1935) (avec Gino Cervi qui doublait Clark Gable), Les Anges de miséricorde, Madame et ses flirts et À Paris tous les trois, de Carole Lombard dans Train de luxe et Mon homme Godfrey (1936), de Peggy Shannon dans Deluge et de Lily Pons dans That Girl from Paris.

## Le théâtre
Prima donna à Rome (où la compagnie s'était installée dans les premiers mois de la guerre et où elle mérita, pour ses interprétations, le Micro d'argent 1950 avec Franco Becci (it)), elle passa en 1953, sur l’invitation d'Umberto Benedetto (it), à la Compagnia di prosa de Radio Firenze.
Elle vécut entre Rome et Florence en jouant pendant des années dans des compagnies prestigieuses (d'abord et surtout celle d'Emma Gramatica), pour s’installer par la suite définitivement dans la capitale toscane, où elle continua jusqu'à un âge avancé à donner des leçons de diction.

## Filmographie partielle
- 1931 : La Lanterne du diable (La lanterna del diavolo de Carlo Campogalliani
- 1932 : La vecchia signora d'Amleto Palermi
- 1936 : Les Deux Sergents (I due sergenti) d'Enrico Guazzoni
- 1937 : L'Homme de nulle part (Il fu Mattia Pascal)